# Deutsch-Französisches Gymnasium Freiburg
Das Deutsch-Französische Gymnasium Freiburg i. Br. (französisch Lycée Franco-Allemand de Fribourg) ist eine binationale öffentliche Schule. Zu den ersten drei Deutsch-Französischen Gymnasien in Saarbrücken, Freiburg i. Br. und Buc (Frankreich) kamen 2020 Hamburg und 2021 Straßburg hinzu.

## Geschichte
Die binationalen Deutsch-Französischen Gymnasien sind eine der symbolträchtigsten Errungenschaften der Versöhnungspolitik und der Annäherung zwischen Deutschland und Frankreich, die im Élysée-Vertrag besiegelt wurden.
Der Vertrag wurde am 22. Januar 1963 vom französischen Präsidenten Charles de Gaulle und dem deutschen Bundeskanzler Konrad Adenauer unterzeichnet. Die Gründung der Deutsch-Französischen Gymnasien beruht auf einer engen Zusammenarbeit, die für die Durchführung und Harmonisierung der gemeinsamen Lehrpläne und Prüfungen unerlässlich ist.
Das Abkommen von 1972 über die Einrichtung Deutsch-Französischer Gymnasien, die Einführung des Deutsch-Französischen Abiturs und die Festlegung der Bedingungen für die Verleihung dieses Diploms waren das Ergebnis von oft schwierigen Harmonisierungsarbeiten. Im Jahr 2002 wurde es durch das Schweriner Abkommen aktualisiert.
Da das Deutsch-Französische Abitur nicht an einer nationalen Schule in Deutschland oder Frankreich abgelegt werden kann, mussten spezielle binationale Schulen eingerichtet werden. Die Lehrpläne, das Notensystem, die Organisation und die Modalitäten des Deutsch-Französischen Abiturs unterscheiden sich von den nationalen Reifeprüfungen. Das Deutsch-Französische Abitur ist ein einheitliches Diplom, das als gleichwertig mit dem französischen Baccalauréat und dem deutschen Abitur anerkannt wird. Die Deutsch-Französischen Gymnasien haben einige Gemeinsamkeiten mit den Europäischen Schulen.

## Gründung
Das Deutsch-Französische Gymnasium Freiburg wurde im September 1972 eröffnet und vorübergehend in Schulgebäuden untergebracht, die von der Stadt Freiburg zur Verfügung gestellt wurden. Im Jahr 1977 zog es in seine endgültigen Räumlichkeiten um, die von der Stadt Freiburg, dem Land Baden-Württemberg und dem Bund finanziert wurden. Die preisgekrönte architektonische Gestaltung der Schule entspricht dem pädagogischen Projekt der Begegnung. Die Stadt Freiburg ist Eigentümerin, finanziert den Unterhalt und einige Verwaltungsstellen und stellt das pädagogische Material zur Verfügung. Frankreich und das Land Baden-Württemberg stellen dem Gymnasium in etwa gleichen Anteilen Lehrkräfte zur Verfügung.
Das Schulleben wird durch das Schulgesetz für Baden-Württemberg geregelt. Im Jahr 1981 wurden die ersten Diplome des Deutsch-Französischen Abiturs verliehen. Die Zahl der Schülerinnen und Schüler am Gymnasium beträgt etwa 800. Das Gymnasium verfügt über ein Internat, das 1986 eingerichtet wurde. Etwa 60 Schülerinnen und Schüler sind dort untergebracht. Seit seiner Gründung nimmt es Schüler aus vielen verschiedenen Ländern auf. Es gibt über fünfzig Nationalitäten und viele binationale Schüler. Die Nähe zu Frankreich (Elsass) und der Schweiz (Basel) wirkt sich stark auf die Herkunft der Schülerschaft aus. In Freiburg gibt es ein komplettes deutsch-französisches Bildungsangebot: Kita, Kindergarten, öffentliche Grundschule und Gymnasium, dazu das Frankreich-Zentrum der Universität und das Centre Culturel Français de Fribourg (CCFA).
Die Binationalität des Deutsch-Französischen Gymnasiums (DFG) spiegelt sich auch in seiner Struktur wider. Schulleitung, Lehrerkollegium, Verwaltung sowie Elternvertretung und Verein der Freunde des Gymnasiums sind binational besetzt. Die Schulleitung besteht aus einem deutschen Schulleiter oder einer deutschen Schulleiterin, der bzw. die die Gesamtverantwortung für die Schule trägt, und einem französischen stellvertretenden Schulleiter oder einer französischen stellvertretenden Schulleiterin, zugleich Leiter bzw. Leiterin der französischen Sektion.
Die Integration prägt das Schulleben am Deutsch-Französischen Gymnasium in Freiburg.
Es ist zu unterscheiden zwischen Schülern und Schülerinnen, die von einer deutschen Grundschule kommen, und Schülern und Schülerinnen, die von einer französischen Grundschule kommen: Erstere werden im Gymnasium in Klasse 5 eingeschult, letztere in Klasse 6. Die Klasse 5 hat also keine französische Partnerklasse auf demselben Niveau.
Die Integration ist die Grundlage der deutsch-französischen Schulbildung. In der Unterstufe und Mittelstufe („collège“) kommen jedes Jahr Fächer hinzu, die in binationalen Gruppen unterrichtet werden. Die Schüler werden also langsam dahin führt, in der Sprache des Partners unterrichtet zu werden. Dazu gehören Sport, Kunst, Musik, Geschichte, Geografie und Biologie. Englisch wird ab der sechsten Klasse in integrierten Gruppen unterrichtet. Darüber hinaus gibt es zahlreiche Wahlfächer, die allen – deutschen und französischen – Schülern offenstehen.
In der Oberstufe (Seconde, Première, Terminale) sind die Klassen vollständig integriert und werden nur im Französisch- und Deutschunterricht sowie in Religion und Ethik getrennt. Die Hälfte der Kurse wird auf Französisch, die andere Hälfte auf Deutsch unterrichtet, jeweils von einem entsprechenden Muttersprachler.

## Das Deutsch-Französische Abitur
Das Deutsch-Französische Abitur bietet zurzeit (Stand 2022) folgende Zweige an: L (Philosophie – Literatur), ES (Wirtschaftswissenschaften – angewandte Mathematik), SMP (Mathematik – Physik), SBC (Biologie – Chemie). Die Themen der schriftlichen Prüfungen sind spezifisch für das Deutsch-Französische Abitur. Die Korrekturen der schriftlichen Prüfungen sind an das deutsche System angelehnt: doppelte oder sogar dreifache Korrektur. Bei den mündlichen Prüfungen setzt sich die Prüfungskommission aus drei Lehrkräften zusammen.

## Anbindung
Das Deutsch-Französische Gymnasium befindet sich nahe der Haltestelle Musikhochschule der Straßenbahnlinie 1. Über die Straßenbahn ist auch der Haltepunkt Littenweiler an der Höllentalbahn angebunden. Die Station Hochschule für Musik des Fahrradverleihsystems Frelo befindet sich direkt neben dem Schulgebäude. Der FR 1 entlang der Dreisam führt am Deutsch-Französischen-Gymnasium vorbei. Grenzüberschreitende Schulbusse verbinden das DFG Freiburg mit Mulhouse und Colmar.

## Labels
- AEFE (Französische Agentur für das Auslandsschulwesen), Fairtrade School

## Liste der Schulleiter

### Deutsche Abteilung
- 1972–1974: Fritz Ruch
- 1975–2004: Dieter Roser
- 2004–2014: Martin Wedel
- 2014–2022: Johannes Remmer
- seit 2022: Joachim Schmelz

### Französische Abteilung
- 1976–1984: Bernard Grasser
- 1984–1990: Philippe N’Diaye
- 1990–1993: Gabriel Vonthron
- 1993–1997: Christian Caudrelier
- 1997–2003: François Labbé
- 2003–2008: Alain Harvet
- 2008–2013: Hélène Perrier
- 2013–2018: Annik Bermond
- 2018–2021: Christiane Polowykow
- seit 2021: Miguel Rubio

## Bekannte Absolventen
- David Afkham (* 1983), DF-Abi 2003. Dirigent, Musikalischer Leiter des spanischen Nationalorchesters
- Franziska Brantner (* 1979), DF-Abi 1999. Ehemalige Europaabgeordnete, Mitglied des Bundestags, Parlamentarische Staatssekretärin im Bundesministerium für Wirtschaft und Klimaschutz
- Hans-Jakob Wörner (* 1981), DF-Abi 1999. Physikochemiker, Erster Preis im  Concours général des lycées de physique-chimie 1999, Goldmedaille bei der 31. International Chemistry Olympiad, Bangkok, Thailand (1999), Professor an der ETH Zürich
- Isabelle Joschke (* 1977), DF-Abi 1995. Seglerin
- Julian Chaim Soussan (* 1968), DF-Abi 1987. Rabbiner
- Anna Peters (* 1996), deutsche Politikerin (Bündnis 90/Die Grünen)